# Zoar (Ohio)

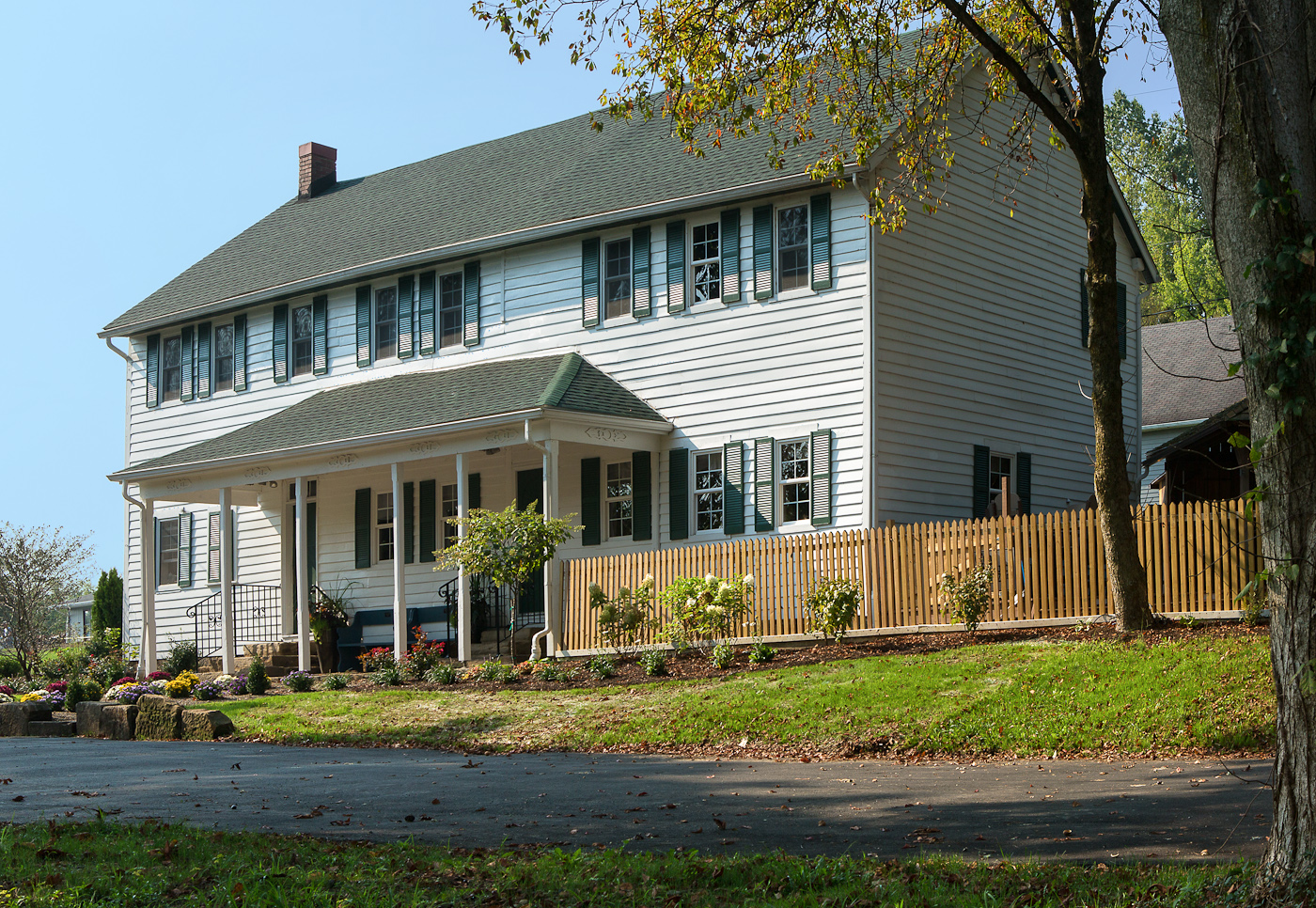
Zabytkowy hotel i karczma z roku 1829 w Zoar

Zoar – wieś w USA, w hrabstwie Tuscarawas, w stanie Ohio. Miejscowość została założona w roku 1817.

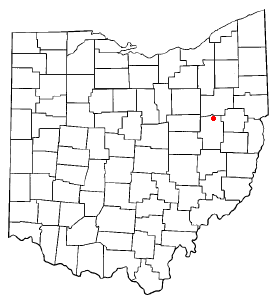
Zoar na planie stanu Ohio

W roku 2010, 10,1% mieszkańców było w wieku poniżej 18 lat, 6,5% było w wieku od 18 do 24 lat, 14,8% było od 25 do 44 lat, 42,6% było od 45 do 64 lat, a 26% było w wieku 65 lat lub starszych. We wsi w roku 2010 było 52,1% mężczyzn i 47,9% kobiet.
Liczba mieszkańców w 2010 roku wynosiła 169, a w 2012 wynosiła 173.